# Saint-Nizier-le-Bouchoux
Saint-Nizier-le-Bouchoux è un comune francese di 733 abitanti situato nel dipartimento dell'Ain della regione dell'Alvernia-Rodano-Alpi.

## Società

### Evoluzione demografica
Abitanti censiti